# 欧陽菲菲
欧陽 菲菲（オーヤン・フィーフィー、繁体字: 歐陽菲菲〈ピン音: Ōuyáng Fēifēi、注音: ㄡ丨ㄤˊㄈㄟㄈㄟ〉、日本名：式場欧陽 菲菲、1949年9月10日 - ）は、台湾出身の歌手。日本デビュー時は渡辺プロダクション所属。
1971年に「雨の御堂筋」で第13回日本レコード大賞新人賞を受賞。1972年に「雨のエアポート」で日本有線大賞を受賞。1983年に「ラヴ・イズ・オーヴァー」で第25回日本レコード大賞ロング・セラー賞を受賞。2023年第34回ゴールデンメロディーアワードで特別功労賞を受賞。

## 経歴
出自は江西省吉安市にルーツを持つ。1967年に台北市にあるレストラン・シアター「中央酒店」で歌手デビューした。その後来日し、1971年9月にザ・ベンチャーズ作曲の「雨の御堂筋」で日本デビュー。同曲がオリコンセールス79万枚、売上約136万枚となる。翌1972年末には『第23回NHK紅白歌合戦』へ初出場した。
1971年後半から1974年前半までは筒美京平が作曲、編曲を担当した。「恋の追跡（ラブチェイス）」は、ブラス・ロックのチェイスに影響を受けた楽曲である。1983年から1987年にかけては「ラヴ・イズ・オーヴァー」のロングセラーを獲得した。台湾と中華圏、そして日本で人気の高い歌手の1人である。

## 鄧麗君（テレサ・テン）との共演
同じく台湾出身の人気歌手、鄧麗君（テレサ・テン）とは日本で複数回共演している。1984年、フジテレビの音楽番組『ミュージックフェア』で共演。当時テレサテンは「つぐない」、欧陽菲菲は前々年に再リリースした「ラヴ・イズ・オーヴァー」がヒットしていたが、中立を保つ為にあえて他の歌手の曲を互いにカバーするという形をとった。3曲メドレーの中、1曲目「北国の春」を欧陽菲菲が歌い、2曲目「北酒場」を2人でデュエット、3曲目「恋人よ」をテレサテンが歌うという形態が取られた。

1991年12月31日の『第42回NHK紅白歌合戦』の出場歌手に両名とも選出され、初めて同時出場した。欧陽菲菲・テレサテンとも通算3回目の出場。テレサテンが1995年に死去したため、最初で最後の同時出場となった。

## ディスコグラフィ

### 日本におけるシングル
- 1〜16：東芝音楽工業、17〜30：ポリドール、31：ビクター、32：徳間ジャパン。

| #  | 発売日          | A/B面 | タイトル                   | 作詞           | 作曲               | 編曲           | 規格品番   |
| -- | --------------- | ----- | -------------------------- | -------------- | ------------------ | -------------- | ---------- |
| 1  | 1971年 9月5日   | A面   | 雨の御堂筋                 | 林春生         | ザ・ベンチャーズ   | 川口真         | TP-2517    |
| 1  | 1971年 9月5日   | B面   | 愛のともしび               | 橋本淳         | 筒美京平           | 筒美京平       | TP-2517    |
| 2  | 1971年 12月20日 | A面   | 雨のエアポート             | 橋本淳         | 筒美京平           | 筒美京平       | TP-2579    |
| 2  | 1971年 12月20日 | B面   | あなたは再び帰らない       | 橋本淳         | 筒美京平           | 筒美京平       | TP-2579    |
| 3  | 1972年 4月5日   | A面   | 恋の追跡                   | 橋本淳         | 筒美京平           | 筒美京平       | TP-2652    |
| 3  | 1972年 4月5日   | B面   | 水色の夜明け               | 橋本淳         | 筒美京平           | 筒美京平       | TP-2652    |
| 4  | 1972年 8月5日   | A面   | 夜汽車                     | 橋本淳         | 筒美京平           | 筒美京平       | TP-2709    |
| 4  | 1972年 8月5日   | B面   | 銀色の渚                   | 橋本淳         | 筒美京平           | 筒美京平       | TP-2709    |
| 5  | 1972年 12月20日 | A面   | 雨のヨコハマ               | 橋本淳         | 筒美京平           | 筒美京平       | TP-2793    |
| 5  | 1972年 12月20日 | B面   | 死んでもいいわ             | 橋本淳         | 筒美京平           | 筒美京平       | TP-2793    |
| 6  | 1973年 4月5日   | A面   | 恋の十字路                 | 橋本淳         | 筒美京平           | 筒美京平       | TP-2837    |
| 6  | 1973年 4月5日   | B面   | 嘆きの恋                   | 橋本淳         | 筒美京平           | 筒美京平       | TP-2837    |
| 7  | 1973年 8月20日  | A面   | 恋は燃えている             | 橋本淳         | 筒美京平           | 筒美京平       | TP-2896    |
| 7  | 1973年 8月20日  | B面   | 雨のティールーム           | 橋本淳         | 筒美京平           | 筒美京平       | TP-2896    |
| 8  | 1973年 12月1日  | A面   | 火の鳥                     | 橋本淳         | 筒美京平           | 筒美京平       | TP-2960    |
| 8  | 1973年 12月1日  | B面   | 別れ時                     | 橋本淳         | 筒美京平           | 筒美京平       | TP-2960    |
| 9  | 1974年 4月5日   | A面   | 海鴎                       | 橋本淳         | 筒美京平           | 筒美京平       | TP-2997    |
| 9  | 1974年 4月5日   | B面   | 夜の出来事                 | 橋本淳         | 筒美京平           | 筒美京平       | TP-2997    |
| 10 | 1974年 8月20日  | A面   | マリアの鐘                 | 千家和也       | 猪俣公章           | 森岡賢一郎     | TP-20048   |
| 10 | 1974年 8月20日  | B面   | 海辺のホテル               | 千家和也       | 猪俣公章           | 森岡賢一郎     | TP-20048   |
| 11 | 1974年 12月1日  | A面   | 南十字星                   | 千家和也       | 猪俣公章           | 森岡賢一郎     | TP-20079   |
| 11 | 1974年 12月1日  | B面   | 北国                       | 千家和也       | 猪俣公章           | 森岡賢一郎     | TP-20079   |
| 12 | 1975年 3月5日   | A面   | 別離のヨコハマ             | 林春生         | 筒美京平           | 萩田光雄       | TP-20114   |
| 12 | 1975年 3月5日   | B面   | 炎の女                     | 林春生         | 筒美京平           | 筒美京平       | TP-20114   |
| 13 | 1975年 5月20日  | A面   | 風のしのび逢い             | 林春生         | 穂口雄右           | 穂口雄右       | TP-20139   |
| 13 | 1975年 5月20日  | B面   | 雨の季節                   | 林春生         | 穂口雄右           | 穂口雄右       | TP-20139   |
| 14 | 1975年 11月5日  | A面   | 島の女                     | 林春生         | 不詳               | 森岡賢一郎     | TP-20191   |
| 14 | 1975年 11月5日  | B面   | 航空便                     | 林春生         | 穂口雄右           | 森岡賢一郎     | TP-20191   |
| 15 | 1976年 4月5日   | A面   | 涙のディスコナイト         | 橋本淳         | 佐藤寛             | 川口真         | TP-20252   |
| 15 | 1976年 4月5日   | B面   | 愛の報酬                   | なかにし礼     | 三保敬太郎         | 三保敬太郎     | TP-20252   |
| 16 | 1977年 4月5日   | A面   | その日ぐらし               | 山口洋子       | 馬飼野康二         | 馬飼野康二     | TP-10187   |
| 16 | 1977年 4月5日   | B面   | 港ララバイ                 | 山口洋子       | 馬飼野康二         | 馬飼野康二     | TP-10187   |
| 17 | 1979年 7月1日   | A面   | うわさのディスコ・クイーン | 伊藤薫         | 伊藤薫             | 川上了         | DR-6337    |
| 17 | 1979年 7月1日   | B面   | ラヴ・イズ・オーヴァー     | 伊藤薫         | 伊藤薫             | 川上了         | DR-6337    |
| 18 | 1980年 7月      | A面   | ラヴ・イズ・オーヴァー     | 伊藤薫         | 伊藤薫             | 川上了         | DR-6413    |
| 18 | 1980年 7月      | B面   | へんな女の独り言           | 伊藤薫         | 伊藤薫             | 川上了         | DR-6413    |
| 19 | 1981年 6月      | A面   | 星影のバラード             | 川野珠音       | S.Curtis J.Allison | 矢島賢         | 7DX-1104   |
| 19 | 1981年 6月      | B面   | イン・ユア・ライフ         | 伊藤薫         | 伊藤薫             | 大村雅朗       | 7DX-1104   |
| 20 | 1982年 5月      | A面   | 面影ストーリー             | 嶺岸未来       | 林哲司             | 林哲司         | 7DX-1166   |
| 20 | 1982年 5月      | B面   | ダーリン・ダーリン         | 嶺岸未来       | 前田憲男           | 前田憲男       | 7DX-1166   |
| 21 | 1982年 9月1日   | A面   | ラヴ・イズ・オーヴァー     | 伊藤薫         | 伊藤薫             | 若草恵         | 7DX-1189   |
| 21 | 1982年 9月1日   | B面   | (カラオケ)                 | -              | 伊藤薫             | 若草恵         | 7DX-1189   |
| 22 | 1984年 3月25日  | A面   | 忘れていいの               | 谷村新司       | 谷村新司           | 若草恵         | 7DX-1289   |
| 22 | 1984年 3月25日  | B面   | 硝子のステーション         | 森雪之丞       | 後藤次利           | 後藤次利       | 7DX-1289   |
| 23 | 1985年 6月25日  | A面   | 雨に咲く傘の花             | 荒木とよひさ   | 三木たかし         | 若草恵         | 7DX-1367   |
| 23 | 1985年 6月25日  | B面   | 愛されても他人             | 荒木とよひさ   | 三木たかし         | 若草恵         | 7DX-1367   |
| 24 | 1986年 4月1日   | A面   | 追憶                       | 荒木とよひさ   | 三木たかし         | 矢野立美       | 7DX-1421   |
| 24 | 1986年 4月1日   | B面   | 悲しみの隣に               | 荒木とよひさ   | 三木たかし         | 矢野立美       | 7DX-1421   |
| 25 | 1986年 10月1日  | A面   | 孔雀よふたたび愛へ         | さがらよしあき | 若草恵             | 若草恵         | 7DX-1460   |
| 25 | 1986年 10月1日  | B面   | 泣いちゃいないよ           | 島エリナ       | 矢野立美           | 矢野立美       | 7DX-1460   |
| 26 | 1987年 4月5日   | A面   | 愛伝説                     | 伊藤薫         | 伊藤薫             | 若草恵         | 7DX-1487   |
| 26 | 1987年 4月5日   | B面   | 哀愁のタンゴ               | 伊藤薫         | 伊藤薫             | 若草恵         | 7DX-1487   |
| 27 | 1989年 4月7日   | 01    | 雨のメモリー               | 松本一起       | 小杉保夫           | 大谷和夫       | H00P-40010 |
| 27 | 1989年 4月7日   | 02    | 異国の朝に                 | 松本一起       | 鈴木キサブロー     | 大谷和夫       | H00P-40010 |
| 28 | 1989年 12月21日 | 01    | WE LOVE HEART              | 松本一起       | 小杉保夫           | 若草恵         | H00P-40045 |
| 28 | 1989年 12月21日 | 02    | Oh! 上海                   | 松本一起       | 小杉保夫           | 大谷和夫       | H00P-40045 |
| 29 | 1991年 9月21日  | 01    | ほっといて                 | 山田邦子       | 吉実明宏           | 山中紀昌       | PODH-1054  |
| 29 | 1991年 9月21日  | 02    | 抱いてあげる               | 赤星ちはる     | 吉実明宏           | 山中紀昌       | PODH-1054  |
| 30 | 1994年 8月25日  | 01    | 愛して                     | たきのえいじ   | 杉本真人           | 24WM Orchestra | PODH-1220  |
| 30 | 1994年 8月25日  | 02    | I'll Never                 | 伊藤薫         | 伊藤薫             | 24WM Orchestra | PODH-1220  |
| 31 | 2008年 9月3日   | 01    | 雨のNEW YORK               | 湯川れい子     | 大黒摩季           | 高橋利光       | CYCL-35013 |
| 32 | 2013年 8月7日   | 01    | Still I Love You           | 伊藤薫         | 伊藤薫             | 若草恵         | TKCA-90559 |
| 32 | 2013年 8月7日   | 02    | ラヴ・イズ・オーヴァー     | 伊藤薫         | 伊藤薫             | Jeff Miyahara  | TKCA-90559 |

### デュエット・シングル
| 発売日          | デュエット | 曲順 | タイトル          | 作詞       | 作曲   | 編曲     | 規格品番   |
| --------------- | ---------- | ---- | ----------------- | ---------- | ------ | -------- | ---------- |
| 2001年 11月21日 | 奥村チヨ   | 01   | TOKIO天使         | 渡辺なつみ | 浜圭介 | 矢野立美 | TEDA-10522 |
| 2001年 11月21日 | 奥村チヨ   | 02   | THANK YOU MY LIFE | 渡辺なつみ | 浜圭介 | 矢野立美 | TEDA-10522 |

### タイアップ曲
| 年     | 楽曲   | タイアップ                         |
| ------ | ------ | ---------------------------------- |
| 1987年 | 愛伝説 | フジテレビ系ドラマ「愛伝説」主題歌 |

### 日本におけるアルバム

#### オリジナル・アルバム
1. 雨の御堂筋　（1971）
2. 恋の十字路　（1972）
3. 火の鳥　（1973）
4. RETURN　（1979）
5. Still Stay In Love（星影のバラード）　（1981.6）
6. MY LOVE AGAIN　（1983）
7. BOTH SIDES（忘れていいの）　（1984）
8. Twilight City　（1985.7.21）
9. REMEMBERANCE（追憶）　　（1986.6.1）
10. Romantic Asia　（1989.7.7）
11. オーソドックス　（1991.9.28）

#### ライブ・アルバム
1. 欧陽菲菲 イン・ベラミ　（1972.6.5）
  - 1972年4月7・8日、京都市東山区のナイト・クラブ「ベラミ」にて収録。
2. 欧陽菲菲 オン・ステージ　来日一周年記念リサイタル　（1972）
  - 1972年7月9日、大阪フェスティヴァル・ホールにて収録。
3. 欧陽菲菲リサイタル-私は海鴎-　（1974）
  - 1974年5月、大阪フェスティヴァル・ホールにて収録。
4. リサイタル'86〜愛と歌があれば〜　（1986.12.1）

### 台湾における代表曲
- 雨中徘徊（雨の御堂筋、1971）
- 雨中旅程（雨のエアポート）
- 愛我在今宵（恋の十字路）
- 就這樣甜蜜活到底（恋の追跡）
- 離情依依（夜汽車）
- 熱情的沙漠（情熱の砂漠 ザ・ピーナッツのカヴァー）
- 五月情意（また逢う日まで 尾崎紀世彦のカヴァー）
- 喝采（喝采 ちあきなおみのカヴァー）* 明日戀情（恋は燃えている）
- 火鳥（火の鳥）
- 風雨裡認識你（海鴎）
- 再見午夜（真夜中にサヨナラ）
- 我為你唱一首歌（勝手にしやがれ 沢田研二のカヴァー）
- 繁星（南十字星）
- 晨鐘（マリアの鐘）
- 嚮往
- 我們在愛的天地（ひまわり娘 伊藤咲子のカヴァー）
- 晩風吹如月鉤（愛のフィナーレ ザ・ピーナッツのカヴァー）
- 她的背影（甘い十字架 布施明のカヴァー）
- 可愛的玫瑰花（お手やわらかに 夏木マリのカヴァー）
- 珍重（絹の靴下 夏木マリのカヴァー）
- 願望（裸足の女王 夏木マリのカヴァー）
- 一句悄悄話（小さな恋 中島淳子のカヴァー）
- 再見吾愛（グッド・バイ・マイ・ラブ アン・ルイスのカヴァー）
- 愛的路上我和你（セクシー・バス・ストップ 浅野ゆう子のカヴァー）
- 風児傳情意（風のしのび逢い）
- 嘿嘿TAXI（ムーン・ライト・タクシー 浅野ゆう子のカヴァー）
- 噢！李先生（オー！ミステリー 浅野ゆう子のカヴァー）
- 夢舞（ハッスル・ジェット 浅野ゆう子のカヴァー）
- 寂寞的高跟鞋（最終電車  田中真美 (曲)）
- Disco Queen（うわさのディスコクィーン）
- 快樂在心扉（More Than I Can Say Leo Sayer／Bobby Veeのカヴァー。「星影のバラード」の邦題で自身も日本語版を歌唱）
- 夜的盡頭（悲しみの隣に）
- 午夜孔雀（六本木孔雀）
- 逝去的愛 (Love is Over)
- 我的故郷（狂った果実 アリスのカヴァー）
- 最後的一首歌（さよならの向う側 山口百恵のカヴァー）
- 舞在旋律中（ダンシング・オールナイト もんた&ブラザーズのカヴァー）
- 迷人之夜（セクシー・ナイト 三原じゅん子のカヴァー）
- DISCO之夜（パープルタウン 八神純子のカヴァー）
- 熱情的島嶼（ジプシー 西城秀樹のカヴァー）
- 不要離開我（忘れていいの 谷村新司のカヴァー）
- 今夜我仍在想你 (Good night Darling Good-bye)
- 追憶（追憶 〜Never Fall In Love〜）
- 永遠的情人（抱かれ上手 和田アキ子のカヴァー）
- Don't Forget 〜Stop teasing me〜（ほっといて 〜Stop teasing me〜）
- 愛是唯一的言語 (We Love Heart)
- 擁抱 〜Don't Say Good-bye〜 (with TOKYO D.)
- 有情人總被無情傷
- 烈火
- 感恩的心（テレビドラマ『阿信（おしん）』エンディング）
- 呑下恐龍的蛋
- 出境入境
- 你想愛誰就愛誰

## 出演

### NHK紅白歌合戦出場歴
| 年度/放送回               | 曲目                       | 対戦相手         |
| ------------------------- | -------------------------- | ---------------- |
| 1972年（昭和47年）/第23回 | 恋の追跡（ラブ・チェイス） | 上條恒彦         |
| 1973年（昭和48年）/第24回 | 恋の十字路                 | 沢田研二         |
| 1991年（平成3年）/第42回  | ラヴ・イズ・オーヴァー     | ザ・ベンチャーズ |

### バラエティ
- お笑いオンステージ（NHK総合、1973年12月16日放送）
- 連想ゲーム（NHK総合、1974年10月12日放送）
- オレたちひょうきん族（フジテレビ、1983年11月19日）- ｢ひょうきんベストテン｣ ゲスト
- 明石家多国籍軍 （毎日放送）
- 『歌謡スペシャル 秋一番！坂本九』(1985年 8月12日収録、NHK-FM放送) - 生前最後の出演となる坂本九と共演。
- 森田一義アワー 笑っていいとも!（フジテレビ、1992年10月12日） - テレフォンショッキングゲスト
- ネプリーグ27時間テレビ

### CM
- 明治製菓 テキサスバー（1974年）
- ハウス食品 王風麺(1979-1980年)

## 家族
1978年4月に、元レーシングドライバーで実業家の式場壮吉と結婚した。父親の欧陽林生は元パイロットであり、名前の「菲菲」は、空を「飛」ぶというニュアンス（“フィーフィー”との読みが定着しているが、「菲」と「飛」は同音同調でfēiと発音する）が込められている。
妹の欧陽蓓蓓(ペペ)は渋谷区代官山で”美味飲茶酒樓”という中華料理店を営む。弟の欧陽龍は「め組のひと」（カバー題：愛在風中飛）をカバーしたことのある元歌手で台北市の市議会議員。龍の娘（菲菲の姪）3人に、タレント欧陽妮妮、チェロ奏者欧陽娜娜（Nana）、ガールズグループ・Gen1esのメンバー欧陽娣娣がいる。